# The Melodians
The Melodians fueron una banda de rocksteady formado en Greenwich, Jamaica, en 1965, por Tony Brevett (sobrino del bajista de Skatalites, Lloyd Brevett), Brent Dowe y Trevor McNaughton. Renford Cogle colaboró con la escritura y la organización del material.

## Carrera
En 1966 The Melodians hicieron su debut discográfico con el sello Studio One de Coxsone Dodd con las versiones "Lay It On" "Meet Me", "I Should Have Made It Up" y "Let's Join Hands (Together)". De 1967 a 1968 tenían un número de accesos al sello Treasure Isle de Duke Reid, incluyendo "You Have Caught Me", "Expo 67", "I'll Get Along Without You", and "You Don't Need Me". Después de la grabación "Swing and Dine" por el productor Sonia Pottinger, registraron su mayor éxito, "Rivers of Babylon" de Leslie Kong. Esta canción se convirtió en un himno del movimiento rastafari, y apareció en la banda sonora de la película The Harder They Come. Después de la muerte de Kong en 1971, grabaron para Lee Perry y Dynamic Studios de Byron Lee. En 1973, Brent Dowe dejó el grupo para una carrera en solitario. El grupo se reformó brevemente algunos años más tarde, y de nuevo a principios de 1980.

## Discografía parcial

### Álbumes
- Rivers of Babylon (Trojan, 1970)
- Sweet Sensation (Trojan, 1976)
- Sweet Sensation: The Original Reggae Hit Sound (Island, 1980)
- Irie Feelings (Ras, 1983)
- Premeditation (Skynote, 1986)

### Álbumes de la compilación
- Swing and Dine (Heartbeat, 1993)
- Rivers of Babylon (Trojan, 1997)
- Sweet Sensation: The Best of the Melodians (Trojan, 2003)